# Zhang Zhidong
Zhang Zhidong, xinès simplificat: 张之洞 (Xingyi, província de Guizhou -Xina, 4 de setembre de 1837 - 4 d'octubre de 1909) polític i acadèmic xinès, va ser un dels principals consellers de l'emperadriu Cixi i un del modernitzadors de la Xina de finals del segle xix.

## Biografia
Va rebre un alt nivell de formació, amb 26 anys va aprovar el grau de "jinshi" - 进士－el nivell més alt en el sistema imperial d'exàmens, i el 1880 va ser admès a l'Acadèmia Hanlin, amb un procés similar al de Li Hongzhang un dels altres impulsors de les reformes en els anys finals de la dinastia Qing, en el denominat moviment d'auto-enfortiment.

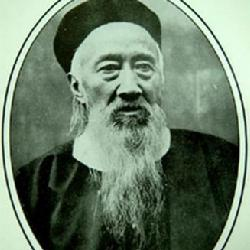
Zhang Zhidong

Es va casar tres cops i va tenir sis fills. Malgrat els anys que va ostentar diferents nivells de poder polític, no va acumular cap fortuna, fins l'extrem de arribar en alguna ocasió a empenyorar les severs pertinences. Era famós per la seva honradesa tant a nivell intern, com a nivell internacional.

## Carrera política
Políticament sempre va estar al costat de l'emperadriu Cixi, malgrat que en algun moment va estar disposat a substituir-la amb el suport d'algunes potencies occidentals i del Japó.
- A finals de 1881 va ser Governador de Shanxi.
- 1884, Governador de Guangdong i Guangxi.
- De 1889 a 1907 Governador de Hunan i Hubei, províncies on va aplicar importants reformes en l'àmbit de l'educació, amb criteris d'occidentalització, i la creació d'una nova generació de joves tecnòcrates.[1] El 1893 va fundar la Universitat de Wuhan (capital de Hubei), on posteriorment (1902) s'hi va crear l'Institut de Llengües Estrangeres.[4]
- El 1904 li van encarregar a nivell nacional que dissenyes un nou model del sistema escolar, on entre altre canvis va proposar l'abolició del sistema clàssic d'exàmens.[1]
- De 1907 a 1909 va ser Ministre d'Educació. Durant aquests anys va potenciar la formació industrial i va encoratjar els joves a prosperar mitjançant la formació,[5] i va publicar el seu famós "Quanxuepian" (Exhortació a l'aprenentatge), on reafirmava la seva fe en el Confucianisme però alhora detallava les mesures necessàries per adquirir els coneixements occidentals. També va potenciar que el govern local de Hubei ajudes a viatjar estudiants xinesos a l'estranger tant a països occidentals (103) com al Japó (475),[1] xifra que va arribar a 1366 estudiants l'any 1906.[6]

### Modernització de la Xina
Zhang Zhidong va ser un dels impulsor de moviment d'auto-enfortiment, al costat d'altres dirigents com Zeng Guofan, Zuo Zongtang i Li Hongzhang; Zhang pretenia preservar els valors tradicionals de la Xina, però alhora adoptan els avenços científics i tecnològics d'Occident. Per expressar aquesta idea va recórrer a la tradicional dicotomia neo-confuciana entre el "ti" (substància) i el "yong" (funció), o sigui mètodes occidentals per a objectius xinesos. Aquest principi Zhang el definia amb la frase "el coneixement xinès per l'essència, el coneixement occidental per la pràctica"" (Zhong xue we ti, yang xue wei yong).
Una de les seves aportacions més importants va ser la proposta que va fer a l'Emperadriu d'un projecte per potenciar el ferrocarril, com a element clau per impulsar les exportacions i, per tant, per enriquir el país i a la seva població. El projecte va ser aprovat per un decret del 27 d'agost de 1889 per construir la línia Pequín-Wuhan.

### Zhang i els conflictes militars
La darrera etapa de la dinastia Qing i del mandat de l'emperadriu Cixi, va estar plena de conflictes militars i de rebel·lions, a nivell intern com extern (Rebel·lió dels Taiping -1850-, Rebel·lió de Nian -1868-, Guerra amb França 1884-, Guerra amb Japó -1894-,Guerra amb Alemanya - 1898- i la Rebel·lió dels Bòxers -1899-).
Zhang en la majoria de casos va actuar, des dels seus llocs de govern, amb molta prudència i sagacitat política, especialment en el cas de la Rebel·lio dels Boxers, on d'alguna forma va desobeir les ordres del Govern Central i dels edictes imperials que volien la confrontació amb les potencies occidentals; d'acord amb altres dirigents provincials va decidir mantenir la pau en els seus territoris, i arribar a acords amb els consuls estrangers.